# Kollum
Kollum est un village de la commune néerlandaise de Noardeast-Fryslân, situé dans la province de Frise.

## Géographie
Le village est situé dans le nord-est de la Frise, à 12 km au sud-est de Dokkum.

## Histoire
Kollum est le chef-lieu de la commune de Kollumerland en Nieuwkruisland avant le 1er janvier 2019, où celle-ci est supprimée et fusionnée avec Dongeradeel et Ferwerderadiel pour former la nouvelle commune de Noardeast-Fryslân.

## Démographie
Le 1er janvier 2018, le village comptait 5 575 habitants.

## Personnalités
- Herman Collenius (1650-1723), portraitiste et peintre d'histoire, est né à Kollum.